# Брандхорст
Брандхорст (њем. Brandhorst) општина је у њемачкој савезној држави Саксонија-Анхалт. Једно је од 39 општинских средишта округа Витенберг. Према процјени из 2010. у општини је живјело 102 становника. Посједује регионалну шифру (AGS) 15091035.

## Географски и демографски подаци
Брандхорст се налази у савезној држави Саксонија-Анхалт у округу Витенберг. Општина се налази на надморској висини од 62 метра. Површина општине износи 0,4 km². У самом мјесту је, према процјени из 2010. године, живјело 102 становника. Просјечна густина становништва износи 237 становника/km².